# Oriental Bay
Oriental Bay ist sowohl der Name einer Bucht als auch des an ihr gelegenen Stadtteils von Wellington in Neuseeland. 
Mit seiner Lage nahe dem zentralen Geschäftsviertel am Wellington Harbour hat es den zum Stadtzentrum nächstgelegenen Strand und ist daher ein beliebter Ort zum Wohnen und für Besuche. Zudem ist der einzige Badestrand in der Gegend, der sich Richtung Norden und also der Sonne entgegen öffnet.
Oriental Bay liegt am Nordhang des Mount Victoria, 1,5 km südöstlich vom Stadtzentrum. Es ist Beginn einer Küstenstraße, die über Hataitai um die Evans Bay führt. Nördlich des Ortes liegt der Hafen von Wellington, im Osten der Stadtteil Roseneath, im Westen Te Aro.
Die Bucht wurde nach einem der ersten Schiffe benannt, die Siedler nach Wellington brachten.
Beim Zensus 2006 hatte Oriental Bay etwas mehr als 1000 Einwohner.
Der Carter Fountain in der Bucht ist ein Wahrzeichen.

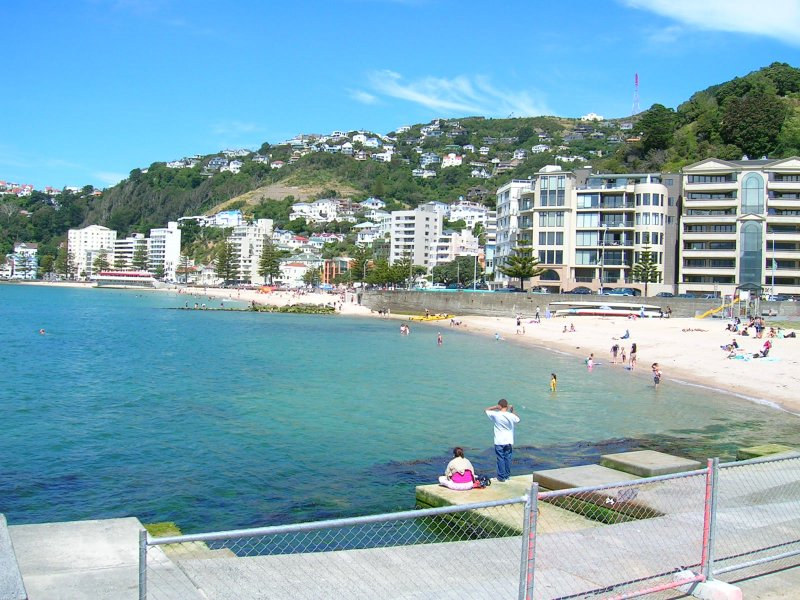
Strand bei Oriental Bay
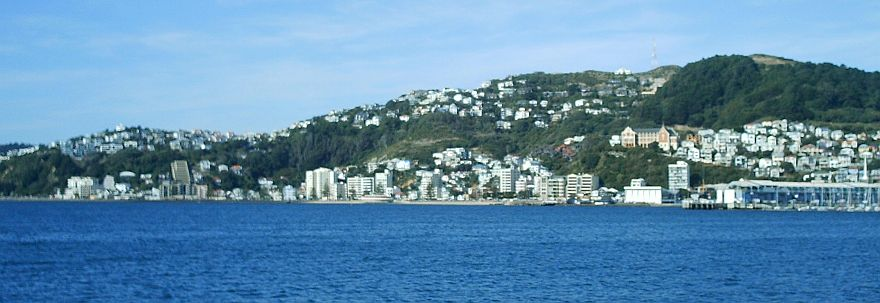
Oriental Bay von Queens Wharf
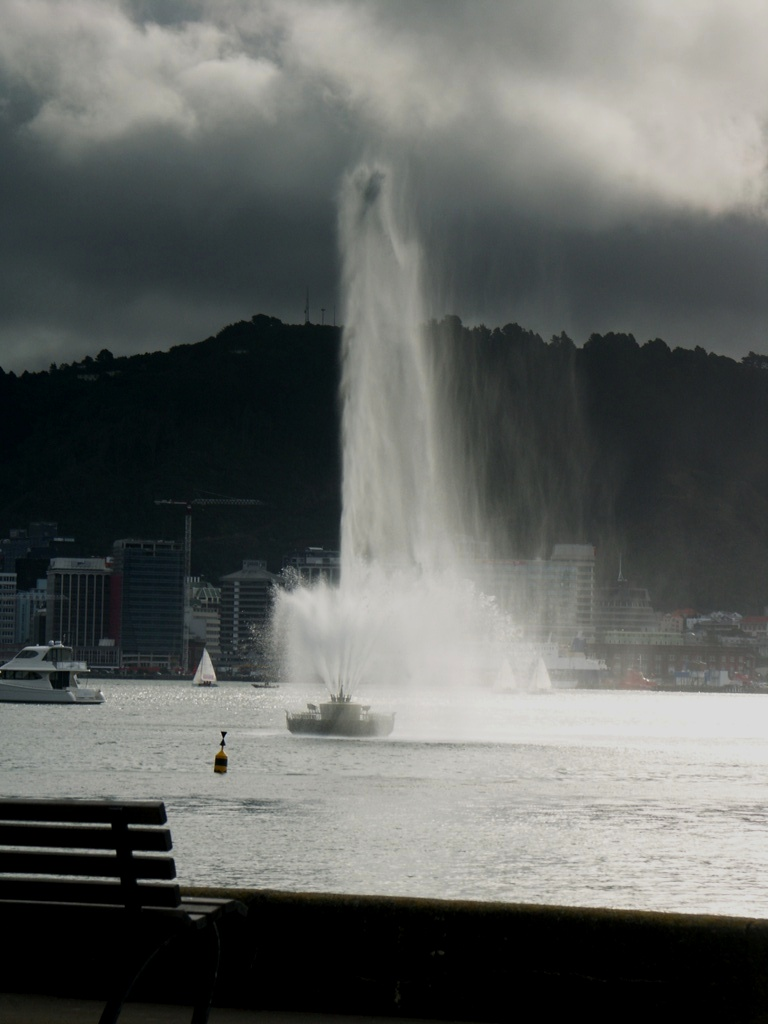
Carter Fountain
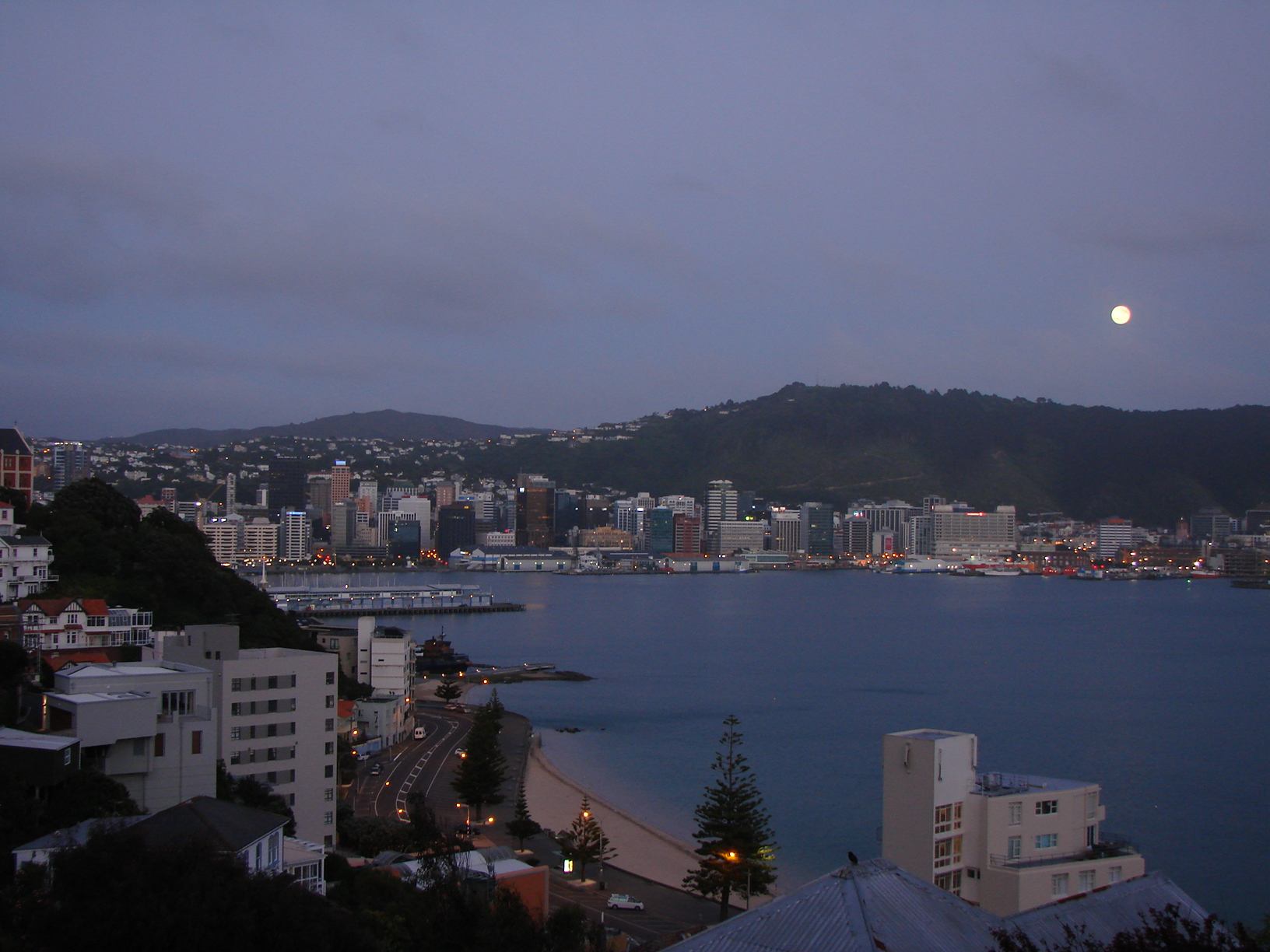
Wellington von der Oriental Bay gesehen
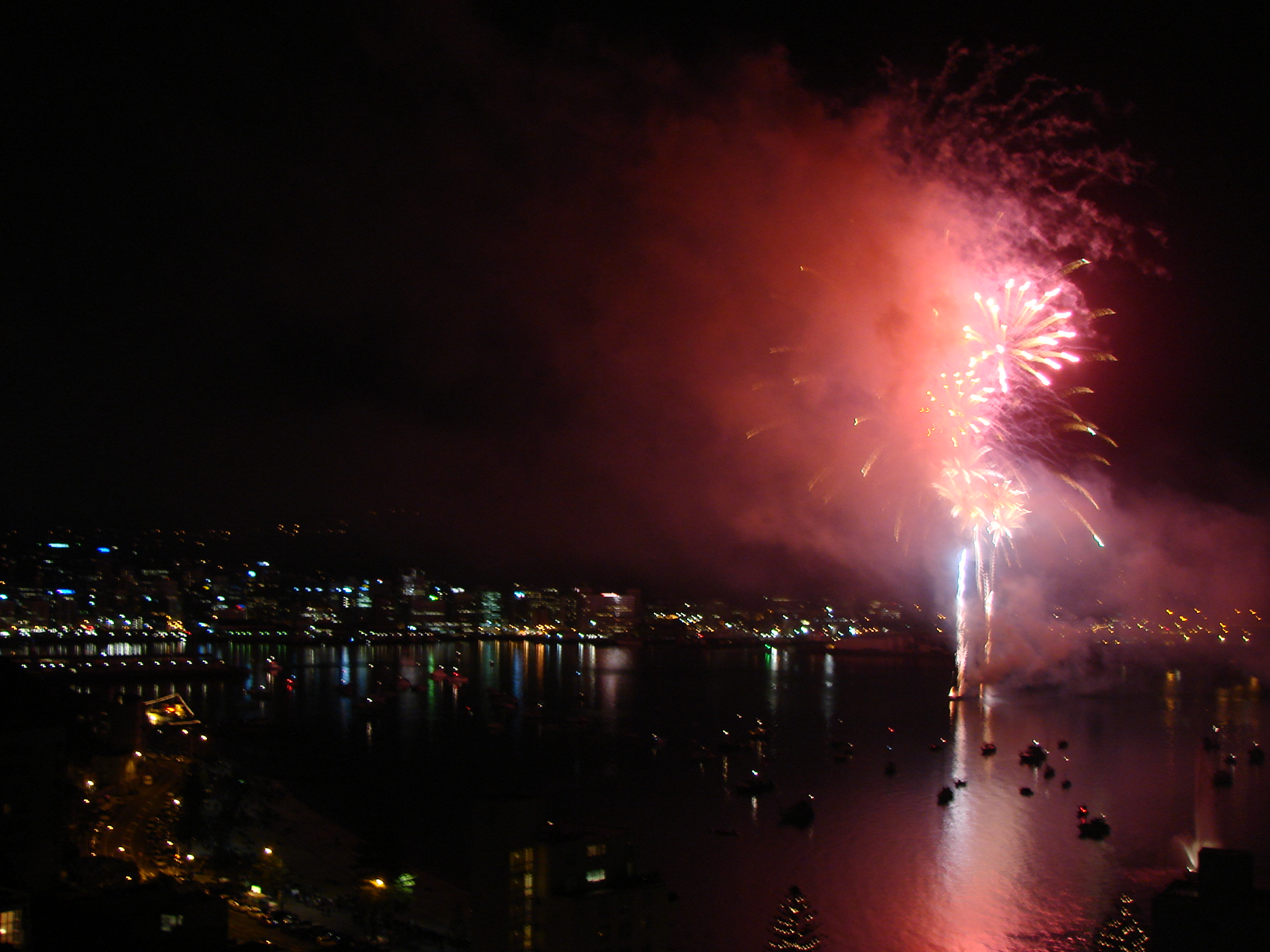
Feuerwerk über der Oriental Bay

Koordinaten: 41° 17′ S, 174° 48′ O